# Parafia św. Andrzeja Boboli w Parafiance
Parafia św. Andrzeja Boboli w Parafiance – parafia rzymskokatolicka z siedzibą  w Parafiance, znajdująca się w archidiecezji lubelskiej, w dekanacie Puławy. 
Według stanu na miesiąc grudzień 2016 liczba wiernych w parafii wynosiła 1519 osób.

## Proboszczowie
- ks. Jarosław Zbigniew Waś (2015–2020)[2]
- ks. Paweł Janczak (2020– )[3]